# Сопот (язовир)
Вижте пояснителната страница за други значения на Сопот.
Сопот е язовир в Северна България. Разположен е в средния дял на Предбалкана, на приблизително 30 km северозападно от Троян и 35 km югозападно от Ловеч. Построен е през 1961 г. Представлява един от най-големите язовири в България с площ от около 8500 декара и воден обем около 62 милиона кубически метра. Основният водоизточник на язовира е река Калник – приток на река Вит. 
Язовирът е дълъг около 7 километра, с максимална ширина от 2 километра и дълбочина до 28 метра. Под водите му са залети територии от землищата на с. Лесидрен и с. Голяма Желязна, които са частично изселени по време на изграждането му.
Днес язовир Сопот е популярна туристическа дестинация, предлагаща условия за спортен риболов, водни спортове и отдих. Във водите му се срещат различни видове риба, включително шаран, сом, костур, толстолоб, бяла риба, клен, бибан, уклей, слънчева риба, червеноперка, платика, щука и други. Около язовира има изградени къмпинги, бунгала и вили, както и възможности за разходки и екотуризъм.
В близост до язовира се намира пещерата Топля – защитен природен обект с археологически находки от късния палеолит и желязната епоха. Районът около язовира се отличава с красива природа, характерна за Предбалкана, и предлага възможности за пешеходен и велотуризъм.